# خيرونيمو برموديز
خيرونيمو برموديز (بالإسبانية: Jerónimo Bermúdez)‏ هو كاتب مسرحي إسباني، ولد في 1530 في أورينسي في إسبانيا، وتوفي في 1599 في توي في إسبانيا.